# Espectroscopia de fluorescencia

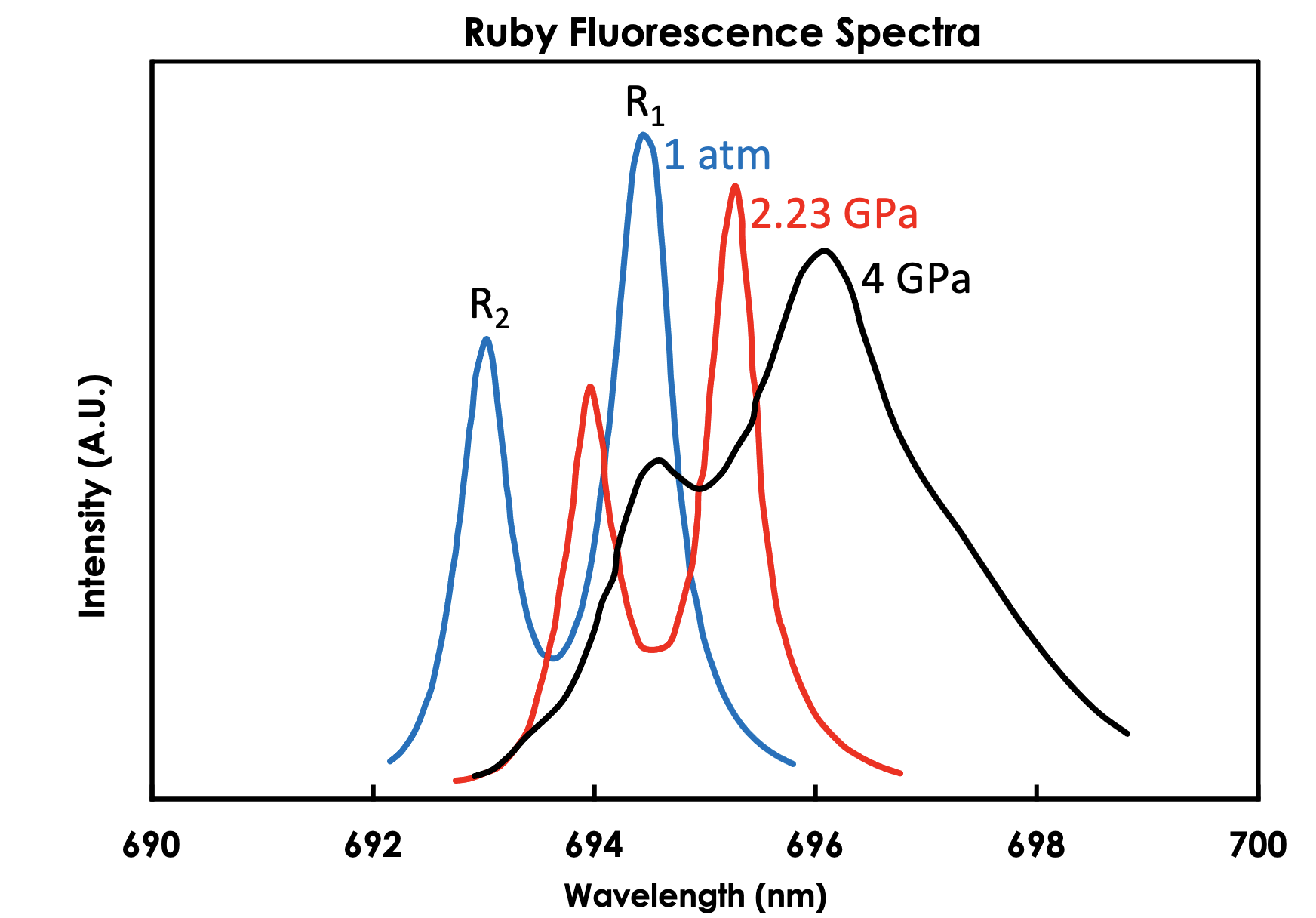
Espectros de fluorescencia de rubí a 1 atm, 2,23 GPa y 4 GPa,

 La espectroscopia de fluorescencia, también llamada fluorimetría[cita requerida]; es un tipo de espectroscopia basada en la emisión fluorescente de una muestra. Esto involucra el uso de un haz de luz, comúnmente de luz ultravioleta, que excita a los electrones en ciertas moléculas o átomos y causa la emisión de, típica pero no necesariamente, luz visible.
El equipamiento que mide la fluorescencia es llamado fluorómetro o fluorímetro.

## Teoría
Las moléculas tienen varios estados referidos a los niveles de energía. La espectroscopia de fluorescencia se preocupa fundamentalmente de estados electrónicos y vibratorios. Generalmente las especies estudiadas poseen un estado fundamental electrónico o estado estacionario (un bajo estado electrónico) de interés, y un estado electrónico excitado de una energía superior. Dentro de cada uno de estos estados electrónicos hay varios estados vibratorios. En espectroscopia de fluorescencia, las especies son las primeras en ser excitadas mediante la absorción de un fotón, desde su de estado electrónico fundamental, a uno de los diversos estados vibratorios en el estado electrónico excitado. Las colisiones con otras moléculas causan a la molécula excitada la pérdida de energía vibratoria hasta que alcanza el menor estado vibratorio del estado electrónico excitado. Este proceso es a menudo visualizado con el diagrama de Jablonski.
La molécula luego vuelve a declinar a uno de los varios niveles de vibración del estado electrónico fundamental emitiendo un fotón en el proceso. Como las moléculas pueden decaer en cualquiera de los varios niveles vibratorios en el estado fundamental, los fotones emitidos tendrán entonces diferentes energías, y de este modo diferentes frecuencias. Por tanto, por el análisis de las diferentes frecuencias de luz emitidas en la espectroscopia de fluorescencia junto con sus intensidades relativas, la estructura de los diferentes niveles vibratorios puede ser determinada.
Para especies atómicas, el proceso es similar, sin embargo, desde especies atómicas no se poseen niveles vibratorios de energía, los fotones emitidos están con frecuencia con la misma longitud de onda que la radiación incidente. Este proceso de reemitir el fotón absorbido es llamado “resonancia de fluorescencia “y aunque es característica de la fluorescencia atómica, se observa en la fluorescencia molecular.
En un experimento típico, las diferentes longitudes de onda de luz fluorescente emitidas por una muestra se miden usando un monocromador , sosteniendo la luz excitada en una longitud de onda constante. Esto es llamado espectro de emisión. Un espectro de excitación es lo contrario, en este la luz emitida se mantiene constante en una longitud de onda, y la luz de excitación es leída a través de diferentes longitudes de onda (mediante un monocromador). Un mapa de emisión es medido mediante el registro del espectro de emisión resultante de una gama de excitación de longitudes de onda en la combinación de todas estas juntas. Esta es una superficie tridimensional de datos: la intensidad de emisión como una función de la excitación y emisión de longitudes de onda, la cual es típicamente representada como un mapa de contorno.

## Instrumentación
Existen dos tipos generales de instrumentos:
- Fluorímetro de filtro: El uso de estos filtros sirve para aislar la incidencia de luz y la fluorescencia de la luz.
- Espectrofluorímetros: Utiliza una red de difracción de monocromador es para aislar la incidencia de la luz y la fluorescencia de la luz.

Ambos tipos de filtros usan el siguiente esquema: La luz procedente de una fuente de excitación pasa a través de un filtro o un monocromador y golpea la muestra. Una porción de la luz incidente es absorbida por la muestra y algunas de las moléculas en la muestra fluorescente. La luz fluorescente es emitida en todas las direcciones. Algunas de estas luces fluorescentes pasan a través de un segundo filtro o un monocromador y alcanzan un detector, el cual es usualmente colocado a noventa grados de la incidencia del haz de luz para minimizar el riesgo de la transmisión o reflejo de la incidencia de la luz buscada en el detector.
Varias fuentes de luz pueden ser usadas como fuentes de excitación, incluyendo láseres, fotodiodos y lámparas; faros de xenón y lámpara de vapor de mercurio, en particular. Un láser solo emite luz de gran irradiación a una longitud de onda muy estrecha, típicamente por debajo de 0.01 nm, el cual hace una excitación del monocromador o filtro necesario. La desventaja de este método es que la longitud de onda del láser no puede ser cambiada por una muy grande. Una lámpara de vapor de mercurio es una línea de lámpara, esto significa que emite luz cerca del pico de la longitud de la onda. Por el contrario un arco de xenón tiene continua emisión del espectro con poca intensidad en el rango de 300-800 nm y suficiente irradiación para la medida justo un poco más por encima del de 200 nm.
Los filtros y/o monocromadores pueden ser utilizados en fluometría. Un monocromador transmite luz con longitud de onda ajustable con su respectiva tolerancia. El monocromador más común utiliza una rejilla de difracción, que es la luz colocada para iluminar la rejilla y sale con un diferente ángulo dependiendo de la longitud de la onda. El monocromador puede ser ajustado seleccionando la longitud de onda a transmitir. Para permitir la medición de anisotropía de dos filtros polarizados son necesarios: uno después de la excitación del monocromador o el filtro, y uno antes de la emisión del monocromador o filtro.
Como se mencionó anteriormente, la fluorescencia puede ser medida con un ángulo de 90° con respecto a la excitación de la luz. Esta geometría se usa en vez de colocar el sensor en la línea de excitación de la luz a un ángulo de 180°, evitando la interferencia de la trasmisión de la excitación de la luz. Un monocromador no es perfecto y podría trasmitir alguna luz perdida o dispersa, es decir, la luz con otras longitudes de onda que las del destino. Un único ideal monocromador sería el que transmita la luz en un rango específico y que tenga una gran longitud de onda independiente de la transmisión. Cuando se mide un ángulo de 90°, la luz es dispersada por simples causas de luz difusa.
Estos resultados dan una mejor relación señal-ruido y disminuye el límite de detección aproximadamente en un factor de 10 000, cuando se compara con la geometría del ángulo de 180°. Además, la fluorescencia puede ser también medida desde adelante, con el cual es algunas veces, o bien, turbia o muestras opacas.
El detector puede ser uni-canalizado o multi-canalizado. El detector uni-canalizado puede detectar solamente una longitud de onda a la vez, mientras que el multi-canalizador detecta la intensidad de todas las longitudes de ondas simultáneamente, haciendo la emisión del monocromador o del filtro, innecesaria. Los diferentes tipos de detectores tienen ventajas y desventajas. La mayoría de los fluorímetros son versátiles con un par de monocromadores y una fuente de excitación de luz continua, estos pueden grabar la excitación de espectro y la fluorescencia del espectro, la longitud de onda de la excitación de la luz se mantiene constante, preferiblemente como una gran longitud de onda de absorción, y la emisión del monocromador explorará el espectro. Para medir  la excitación del espectro, la longitud de onda pasa a través de la emisión del filtro o el monocromador es explorado. La excitación del espectro generalmente es idéntica a la absorción del espectro, como la intensidad de la fluorescencia es proporcional a la absorción.

## Análisis de datos
A bajas concentraciones, la intensidad de fluorescencia va a ser generalmente proporcional a la concentración de  fluoróforo.
En oposición a la espectroscopia UV / visible  ‘estándar’, los espectros indistintamente del dispositivo, no son fáciles de conseguir. Varios factores influyen y distorsionan el espectro, y son necesarias correcciones para conseguir espectros  ‘verdaderos ’, es decir, espectros, obtenidos indistintamente del dispositivo. Los diferentes tipos de distorsiones van a ser clasificados aquí  como cualquier  instrumento o pariente de la muestra. Primeramente, la distorsión raíz del instrumento es discutida. Para empezar, la intensidad de luz de la  fuente  y características de la longitud de onda varían con el tiempo durante cada experimento y entre cada experimento. Además, la no lámpara tiene una intensidad constante en todas las longitudes de onda. Para corregir esto, un disociador  de rayo llamado monocromador o filtro puede ser aplicado después de la excitación, el cual se utiliza para dirigir una porción de  luz a un detector referencia.
Adicionalmente, el rendimiento de transmisión de monocromadores y  filtros tiene que ser tomado en cuenta. Este puede también cambiar a lo largo del tiempo. El rendimiento  de la transmisión del monocromador también varía dependiendo de la longitud de onda. Este es el motivo por el cual un   detector de referencia opcional  debe ser ubicado después del monocromador de excitación o filtro. El porcentaje de  fluorescencia adquirido por el detector es también supeditado al sistema. Además, el rendimiento del detector cuántico, es decir, el porcentaje de fotones detectados, varía entre diferentes detectores, con longitud de onda y con el tiempo, como el detector inevitablemente se deteriora.
Dos otros temas que deben ser considerados incluyen la óptica utilizada para controlar la radiación y los medios de retener o contener el material de la muestra (llamada cubeta o celda). Para más mediciones UV visible, y NIR , el uso de cubetas de precisión de cuarzo es necesario. En los dos casos, es importante seleccionar  materiales que tienen relativamente una pequeña absorción en la gama de longitudes de onda de interés. El cuarzo es ideal, porque este  transmite desde 200 nm-2500 nm; un cuarzo de mayor grado puede incluso transmitir hasta más de 3500 nm, mientras que las propiedades de absorción de otros materiales pueden enmascarar la fluorescencia de la muestra.
La corrección de todos estos factores instrumentales para obtener un espectro ‘estándar’ es un proceso tedioso, el cual solamente es aplicado en práctica cuando es estrictamente necesario. Este es el caso de mediciones del rendimiento cuántico o cuando se  encuentra la longitud de onda con la mayor intensidad de emisión.
Como fue mencionado previamente, se presentan distorsiones de la muestra. Por  tanto también se deben tener en cuenta  algunos aspectos de la muestra. Primeramente, la fotodescomposición puede decrecer la intensidad de la fluorescencia a lo largo del tiempo. La dispersión de la luz debe tenerse también en cuenta. En este contexto,  los tipos más significativos de dispersión son, dispersión de Rayleigh y dispersión Raman. La luz disipada por la dispersión de Rayleigh tiene la misma longitud de onda que la luz incidente, mientras que en la dispersión Raman la luz disipada  cambia usualmente la longitud de onda a  longitudes de onda más largas. La Dispersión Raman es el resultado de un estado electrónico virtual que fue  inducido por la excitación de la luz. Desde este estado virtual, las moléculas pueden relajarse de nuevo a un nivel vibratorio que no sea el estado fundamental de vibración. En espectro de fluorescencia, se ve invariablemente un número distinto de onda constante en comparación al número de onda de excitación, por ejemplo el punto más alto  aparece en un número de onda igual a  3600 cm−1 más pequeño que la luz excitada en agua.
Otros aspectos de tener en cuenta  son los efectos internos del filtro. Estos incluyen la reabsorción. La reabsorción sucede porque otra molécula o parte de una macromolécula absorbe  las  longitudes de onda en las cuales el fluoróforo emite radiación. Si este es el caso, algunos o todos  los fotones emitidos por el fluoróforo pueden ser absorbidos de nuevo. Otro efecto interno del filtro ocurre debido a concentraciones elevadas de moléculas absorbentes, incluyendo el fluoróforo. El resultado es que la intensidad de la luz excitada no es constante en toda la solución. Y, derivadamente, sólo un pequeño porcentaje de la luz de excitada alcanza los fluoróforos que son visibles por el sistema de detección. Los efectos internos del filtro cambian el espectro y la intensidad de la luz emitida y por lo tanto esto debe ser considerado cuando se analiza el espectro de emisión de luz fluorescente.

## El Triptófano fluorescente
La fluorescencia de una proteína plegada es una mezcla de la fluorescencia individual de los residuos aromáticos.  La mayoría de las emisiones fluorescentes intrínsecas de una proteína plegada es debido a la excitación de los residuos de triptófano, con algunas emisiones debido a la tirosina y fenilalanina; pero los enlaces de di-sulfuro también tienen una notoria absorción en este rango de longitud de onda. Usualmente, el triptófano tiene una longitud de onda de máxima absorción de 280 nm y un pico de emisión que es solvatocrómico va desde 300 to 350 nm dependiendo de la polaridad del medio ambiente local. A partir de ahí, la proteína fluorescente puede ser usada como un  diagnóstico del estado conformacional de una proteína. Además, el triptófano fluorescente es fuertemente influenciado por la cercanía de otros residuos (es decir, cercanos grupos protonados tales como Asp o Glu puede causar Quenching (fluorescencia) de Trp fluorencente). También, es posible la energía de transferencia entre el triptófano y otros aminoácidos fluorescentes, lo que afectaría el análisis, especialmente, en casos donde el ácido Förster es tomado. En adición, el triptófano es un raro aminoácido; muchas proteínas contienen solo uno o varios residuos de tirptófano.
Por lo tanto, la fluorescencia del triptófano puede ser muy sensible  al ser medido de estado de composición de los residuos de triptófanos individuales. La ventaja en comparación  con las sondas extrínsecas es que la propia proteína no cambia. El uso de la fluorescencia intrínseca para el estudio de la composición de la proteína es una práctica limitada a varios casos (o quizás solo uno) residuos de  triptófano, desde cada experiencias con diferentes ambientes locales, lo que da a diferentes emisiones de espectros.
El triptófano es una importante sonda fluorescente intrínseca (aminoácido), que puede ser usada para estimar la naturaleza de los microambientes del triptófano. Cuando se realizan los experimentos con desnaturalizantes, tensoactivo u otra molécula anfifílica, el microambiente del triptófano podría cambiar.  Por ejemplo, si una proteína contiene un solo triptófano en su núcleo “hidrofóbico” se desnaturaliza con el incremento de temperatura, un desplazamiento en el espectro causaría que la  emisión del rojo desapareciera. Esto es debido a la exposición del triptófono a medio acuoso como opuesto al interior de la proteína hidrofóbica. En contraste, la adición de  un  tensiactivo a una proteína que contiene un triptófano el cual está expuesto al disolvente acuoso podría causar un desplazamiento en la emisión del espectro azul, si el triptófano está incrustado en el tensioactivo vesícula o micela.  Las proteínas que carecen del triptófano pueden ser acopladas a un fluoróforo. A 295 nm, el espectro de  emisión del triptófano es dominante sobre el más débil la fluorescencia tirosina y la fluorescencia fenilalanina.

## Aplicaciones
La espectroscopia de fluorescencia es usada en los campos de investigación como el bioquímico, médico y químico, entre otros, para el análisis de compuestos orgánicos. Su uso también ha sido  reportado en la diferenciación de tumores malignos y benignos  en la piel.
Las técnicas de espectroscopia atómica de fluorescencia son practicadas en otros tipos de análisis, y medición de un compuesto presente en el aire, en el agua o en otro medio, como CVAFS que es usado para la detección de metales pesados, como el mercurio.
También puede ser usado para re direccionar fotones.